# Lacera contrasta
Lacera contrasta är en fjärilsart som beskrevs av Holloway 1979. Lacera contrasta ingår i släktet Lacera och familjen nattflyn. Inga underarter finns listade i Catalogue of Life.